# Otto Müller (Politiker, 1869)
Otto Müller (* 14. Februar 1869; † 12. August 1929) war ein deutscher Bürgermeister.

## Werdegang
Müller war von Beruf Kaufmann. Von 1918 bis 1919 war er Bürgermeister des oberbayerischen Marktes Fürstenfeldbruck.